# Restricción del crecimiento intrauterino
La restricción del crecimiento intrauterino (RCIU) o crecimiento intrauterino retardado (CIUR), es un término médico que describe el retraso del crecimiento del feto, haciendo que su peso esté por debajo del percentil 10 esperado para la respectiva edad gestacional. Puede ser causa de malnutrición materna y fetal, o enfermedades patológicas referidas a la sangre como anemia, hiperplaquetosis, trombosis. etc intoxicación con nocivos genéticos, tóxicos o infecciosas o por cualquier factor que cause supresión del desarrollo del feto. No todos los fetos con bajo peso tienen una restricción anormal o patológica en su desarrollo, así también, algunos recién nacidos con retraso en su desarrollo tienen un tamaño genéticamente predeterminado normal.

## Clasificación

### Clasificación Clínica
Se describen tres tipos de RCIU, basado en la incorporación a la clínica del concepto de las tres fases de crecimiento celular descritas por Winnick:
- RCIU tipo I o simétrico, se presenta cuando en la fase de hiperplasia celular (que ocurre en las primeras 16 semanas de la vida fetal) se produce un daño con disminución del número total de células. En estos recién nacidos hay un crecimiento simétrico de la cabeza, el abdomen y los huesos largos.[4]
- RCIU tipo II o asimétricos, se presenta cuando en la fase de hipertrofia celular, que se presenta a partir de las 32 semanas de gestación y dura aproximadamente 8 semanas. Se caracteriza por un crecimiento desproporcionado entre la cabeza y los huesos largos y el abdomen fetal.
- RCIU tipo III o mixto, ocurre entre las 17 y las 32 semanas de gestación, en la fase de hiperplasia e hipertrofia concominante y la apariencia dependerá del tiempo en el que se produzca la lesión.

### Clasificación Etiológica
Otra clasificación está basada en la etiología del trastorno, así:
- RCIU intrínseca, principalmente por causas que están en el feto, como defectos cromosómicos.
- RCIU extrínseca, las causas son elementos externos al feto, como una patología placentaria.
- RCIU combinada, en la que se presentan una combinación de factores intrínsecos y extrínsecos.
- RCIU idiopática, en la que se desconoce la causa del trastorno del crecimiento del feto.

## Etiología
Las causas que pueden provocar un RCIU se pueden separar por los trimestres de la gestación:

### Primer trimestre
- Causas ambientales: rayos X, fármacos, drogadicción, alcoholismo.
- Causas fetales: enfermedades congénitas, síndromes genéticos (cromosomopatías, trisomía 13, trisomía 18, síndrome de Turner), malformaciones congénitas.

### Segundo trimestre
- Causas ambientales: nutrición materna y factores socioeconómicos.
- Causas placentarias: infartos múltiples, desprendimiento prematuro de placenta, placenta circunvalada, hemangioma.
- Causas maternas: enfermedad celíaca, que suele presentarse sin síntomas digestivos por lo que la mayoría de los casos no se reconocen ni diagnostican.[5][6]

### Tercer trimestre
- Causas ambientales: tabaquismo.
- Causas maternas: enfermedad vascular, toxemia, HTA crónica, nefropatía, cardiopatía congénita, enfermedad celíaca, diabetes mellitus, anemias, hemoglobinopatías.

## Complicaciones del Recién Nacido con Restricción del Crecimiento Intrauterino
Estos recién nacidos deben ser valorados y estudiados, teniendo en cuenta que se pueden presentar múltiples complicaciones en el período neonatal inmediato:
- Dificultad respiratoria
- Ictericia neonatal
- Hipoglicemia neonatal
- Intolerancia a la vía oral
- Enterocolitis Necrosante
- Muerte
- Asfixia perinatal
- Policitemia